# Fiumi dell'Islanda
I fiumi dell'Islanda sono in parte molto noti; sono originati dalla combinazione tra le frequenti precipitazioni e lo scioglimento estivo dei ghiacciai.

## Premessa

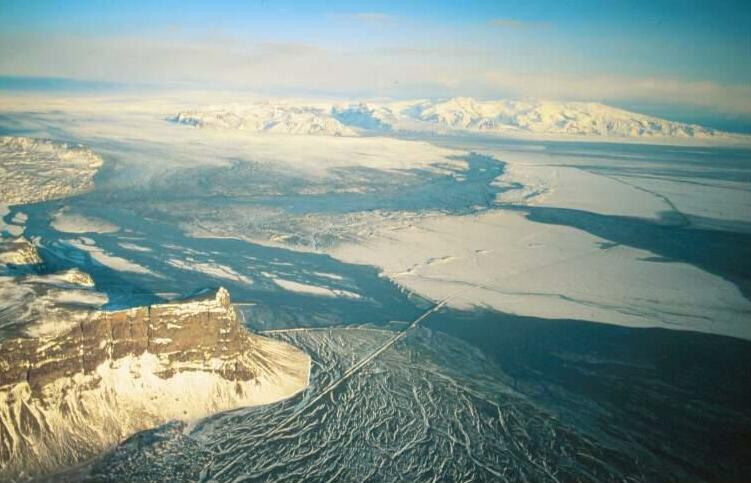
La gigantesca inondazione dello Skeiðará avvenuta nel 1996 a seguito dell'eruzione del vulcano Grímsvötn

Le caratteristiche principali che accomunano i fiumi islandesi sono fortemente influenzate dalle condizioni del territorio insulare da cui si originano e in cui scorrono. Sono infatti tratti in comune, la lunghezza non molto estesa (fino a 230 km) e la rapidità delle acque. Quest'ultima peculiarità fa di questi corsi d'acqua una grande fonte per la produzione di energia idroelettrica rinnovabile, ma scoraggia il commercio in quanto sostanzialmente non sono navigabili.
La maggiore fonte di acqua è rappresentata dai ghiacciai islandesi, perciò il periodo di massima portata nel corso dell'anno si verifica solitamente in estate, in seguito alla fusione del ghiaccio provocata dall'aumento della temperatura. Le inondazioni sono quindi abbastanza frequenti e particolarmente disastrose (nel 1996 lo Skeiðará raggiunse un picco di 50.000 m³/s) quando sono precedute dall'eruzione di un vulcano sub-glaciale (fenomeno noto col nome di Jökulhlaup), come spesso accade nel caso del fiume Markarfljót.
Le caratteristiche più significative sono:
- il fiume più lungo è il Þjórsá, con i suoi 230 km di lunghezza
- il secondo fiume è il Jökulsá á Fjöllum, 206 km
- il fiume con la maggior portata media annuale è l'Ölfusá (423 m³/s)
- il fiume con il bacino idrografico più esteso è il Jökulsá á Fjöllum, 7950 km2[1]

## Elenco per regione
I fiumi dell'Islanda possono essere suddivisi per regione di appartenenza, elencandoli in ordine alfabetico.

### Islanda meridionale (Suðurland)
- Hvítá
- Krossá
- Kúðafljót
- Markarfljót
- Múlakvísl

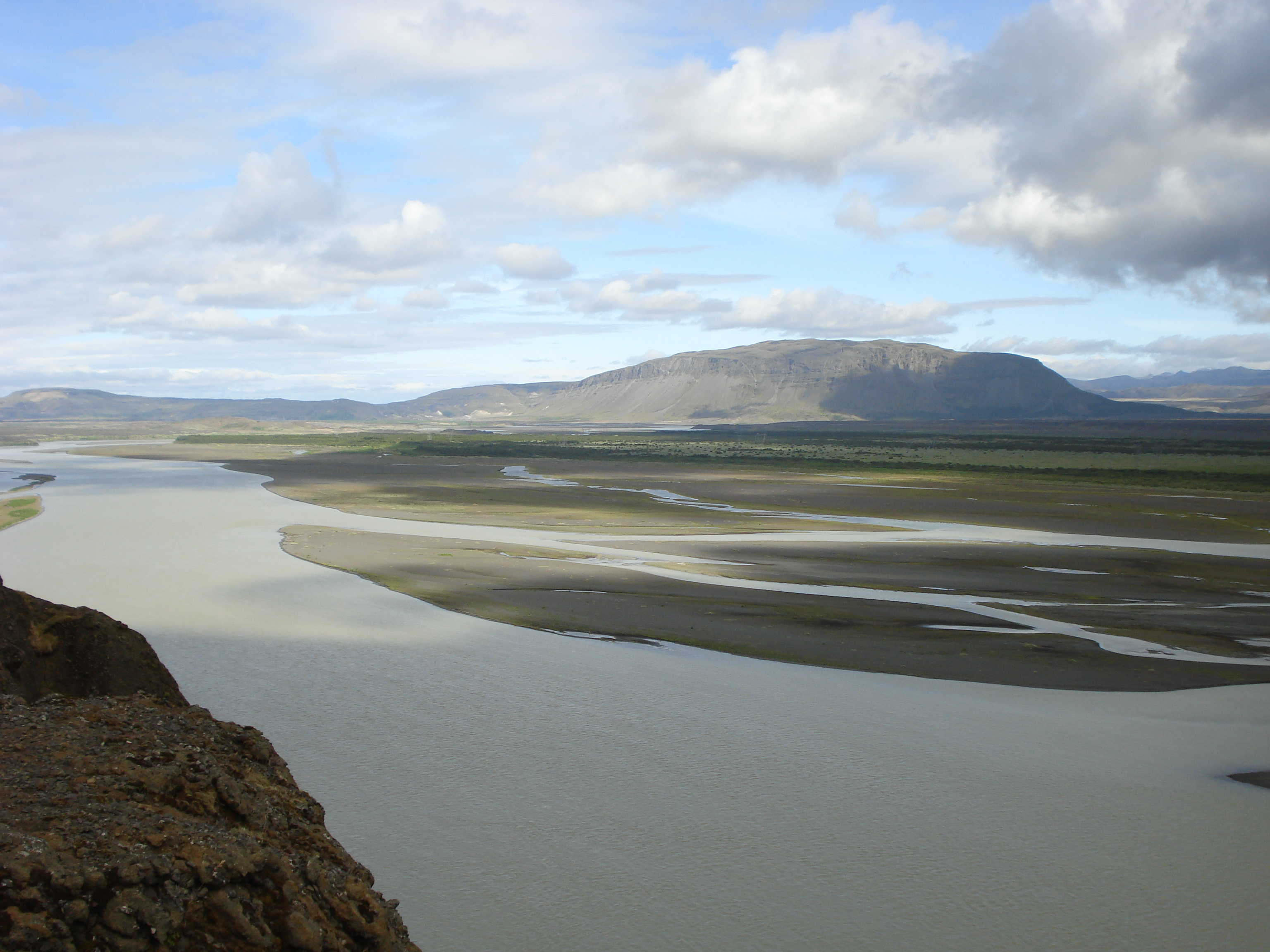
Il Þjórsá

- Ölfusá (il fiume con la maggior portata in Islanda)
- Öxará
- Rangá
  - Eystri-Rangá
  - Ytri-Rangá
- Skaftá
- Skeiðará
- Sog
- Þjórsá (il fiume più lungo d'Islanda, 230 km)[2]
- Tungnaá
- Þverá

### Reykjavík

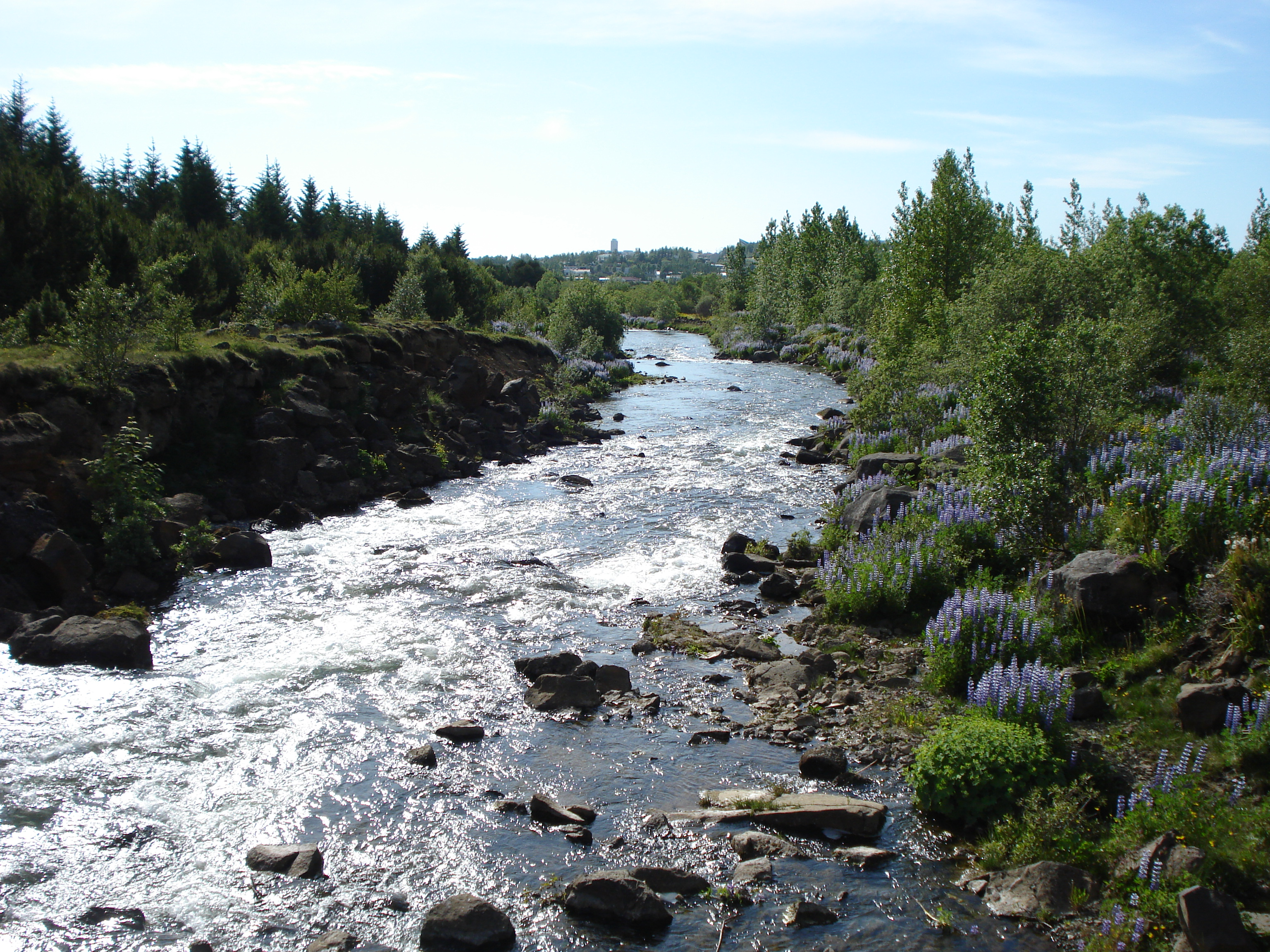
L'Elliðaá

- Elliðaá

### Islanda occidentale
- Hvítá (Borgarfjörður)
- Norðurá (Borgarfjörður)
- Reykjadalsá (Hvítá)
- Þverá (Borgarfjörður)

### Fiordi occidentali (Vestfirðir)
- Dynjandisá

### Islanda settentrionale

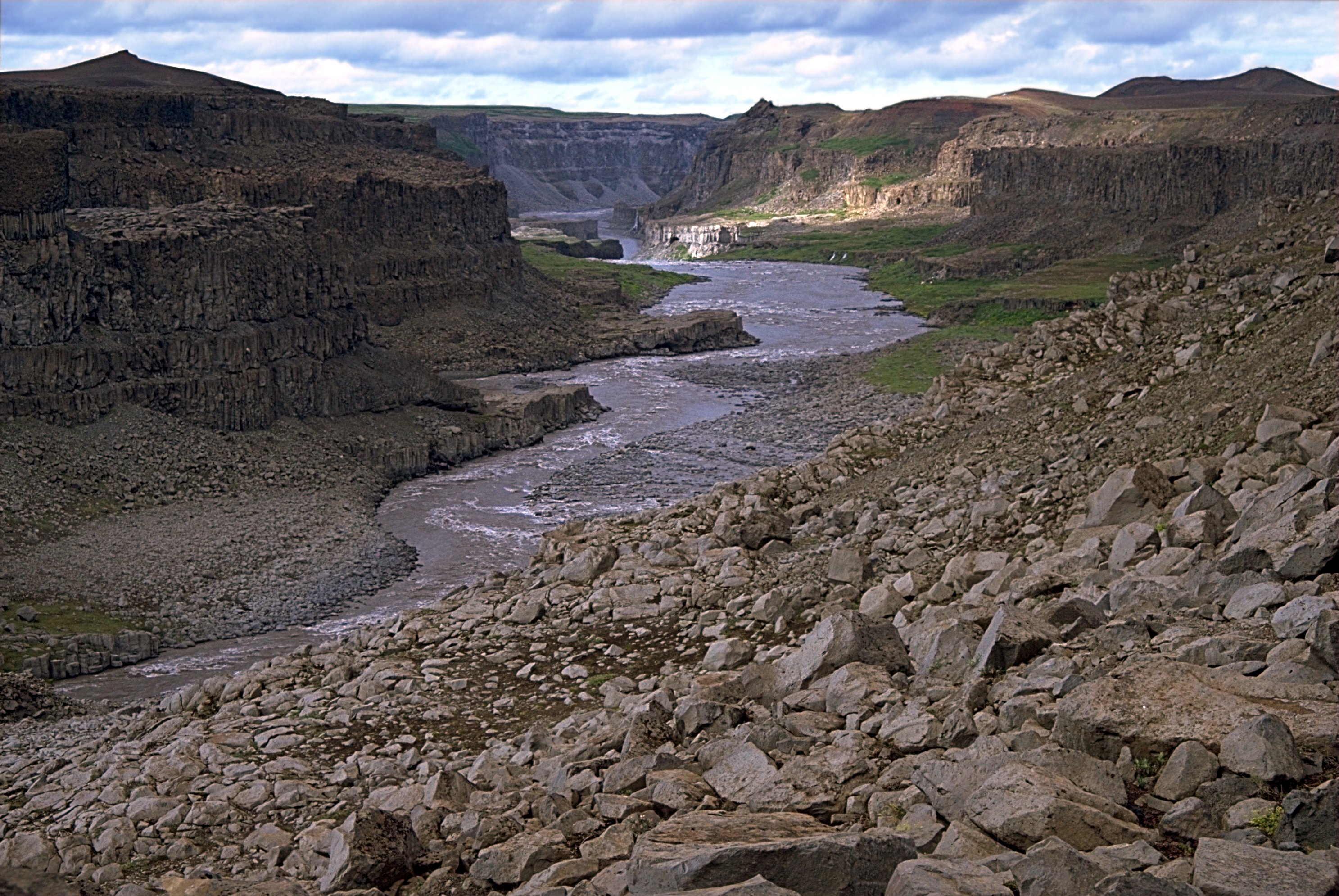
Jökulsá á Fjöllum

- Blandá
- Eyjafjarðará
- Fnjóská
- Glerá
- Héraðsvötn
- Hofsá
- Hörgá
- Jökulsá á Fjöllum
- Laxá í Aðaldal
- Norðurá (Héraðsvötn)
- Öxnadalsá
- Skjálfandafljót

### Islanda orientale
- Lagarfljót
- Jökulsá á Dal
- Kreppa